# Ivona Dadić
Ivona Dadić (Wels, 29. prosinca 1993.) je austrijska atletičarka hrvatskoga podrijetla. 

## Životopis
Trenira od djetinjstva. S devet je godina dobila prvu nagradu i tad ju je uzeo današnji menadžer. S 14 godina pohađa športsku školu u Linzu. Najveća joj je strast višeboj, a od pojedinačnih disciplina trčanje na 800 metara.  Na europskom juniorskom prvenstvu (do 18 godina) u Moskvi osvojila je treće mjesto u skoku u dalj. Srušila je austrijski rekord u petoboju i sedmoboju. Višestruka je austrijska prvakinja u pojedinačnim disciplinama.
Nastupila je u sedmoboju na Olimpijskim igrama u Londonu 2012., a na Europskom prvenstvu u atletici u Amsterdamu 2016. osvojila je brončanu medalju.
Na europskom prvenstvu do 23 godine u Tallinnu bila je treća. Ivona je brončana s europskog prvenstva 2016. u Amsterdamu u disciplini petoboj. Sa 6626 bodova pobijedila je Nizozemka Anouk Vetter, druga je bila Nana Djimou iz Francuske sa 6458 bodova, a Dadić treća sa 6408 bodova i austrijskim rekordom.
Na europskom dvoranskom prvenstvu održanom u Beogradu 2017. godine osvojila je srebrenu medalju u petoboju.

## Privatni život
Otac Nine je iz Bugojna, a mati Danica iz Buškog Blata. Roditelji su joj tijekom rata u BiH izbjegli u austrijski Wels gdje je i rođena.

## Vanjske poveznice
- Profil na iaaf.org